# Usuktuk
La rivière Usuktuk est un cours d'eau d'Alaska, aux États-Unis situé dans le borough de North Slope. C'est un affluent de la rivière Meade.

## Description
Longue de 135 milles (217 km), elle coule en direction du nord-est puis du nord-ouest pour se jeter dans la rivière Meade à 3 milles (5 km) du village de Meade River, dans la plaine arctique.
Elle a été référencée en 1883 par le lieutenant Ray.

## Sources
- (en) « Usuktuk », Geographic Names Information System